# Churszni
Churszni (ros. Хуршни) – wieś w Rosji, w Dagestanie, w rejonie dachadajewskim. W 2010 liczyła 329 mieszkańców, głównie Dargijczyków.